# Amphisbaenia
Amphisbènes
«  Amphisbène (reptile) » redirige ici. Pour les autres significations, voir Amphisbène.
Sous-ordre
Les amphisbènes (Amphisbaenia) sont un sous-ordre de squamates aux pattes absentes ou réduites, significativement différents des lézards et des serpents.

## Répartition

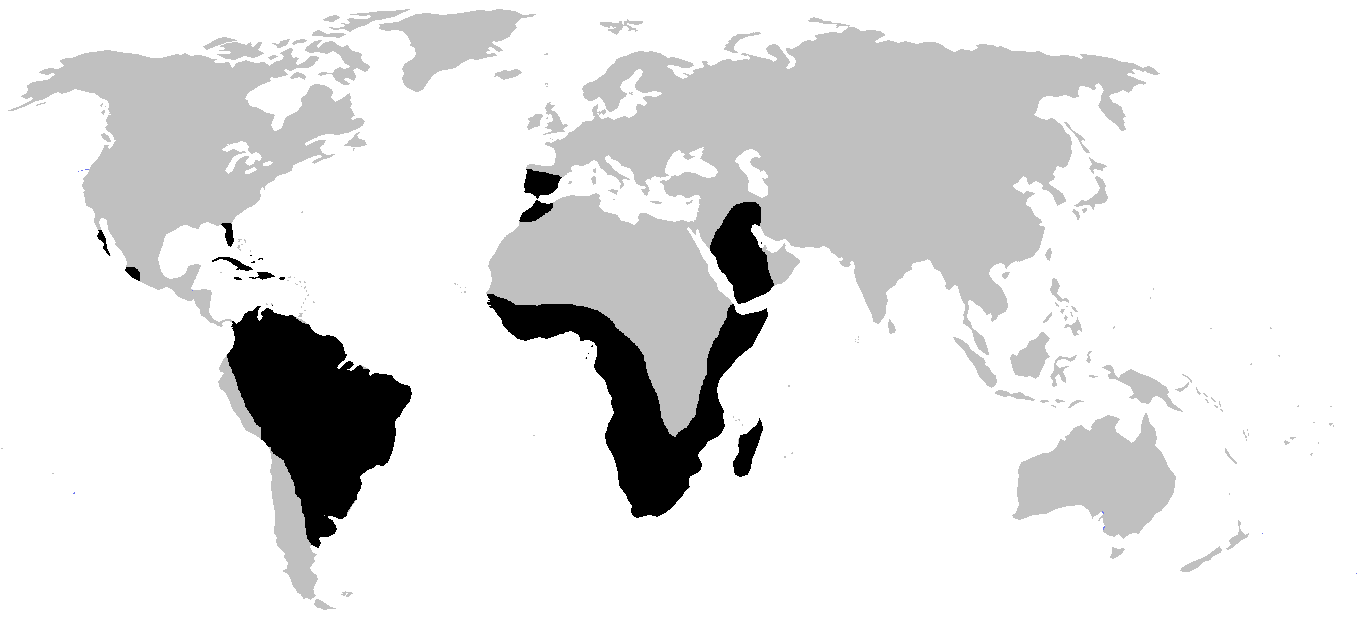
Distribution

Les espèces de ce sous-ordre se rencontrent en Afrique, au Proche-Orient, en Amérique du Sud, aux Antilles et dans le sud de l'Amérique du Nord.
Blanus cinereus est la seule espèce présente en Europe, dans la péninsule ibérique. Cette espèce endogée a également la particularité de ne pas posséder de poumon droit.

## Description
Les amphisbènes sont des fouisseurs si spécialisés qu’ils ne font surface qu’en de très rares occasions.
La tête est dans le prolongement du corps sans séparation marquée mais avec un crâne densément ossifié pour résister aux contraintes mécaniques de l’enfouissement. Les amphisbènes ont une seule dent caractéristique sur la mâchoire supérieure. Le corps est allongé et la queue brève ressemble à la tête. Ils n'ont pas de conduit auditif et repèrent leurs proies à l’odeur et au son, grâce à un système osseux conduisant les vibrations de la mâchoire inférieure à l’oreille interne. Les yeux sont profondément enfoncés et couverts avec de la peau et des écailles, ce qui les rend quasi aveugles. Contrairement aux autres squamates apodes (orvets, serpents…), ils ne se déplacent pas par ondulations latérales mais, grâce à leur peau mobile, rampent en ligne droite aussi bien en marche avant qu'en marche arrière, d'où leur nom formé sur amphís (« des deux côtés ») et baínô (« marcher ») signifiant « qui marche dans les deux sens ». Leur peau n'est attachée aux muscles que lâchement, ce qui permet une progression rapide dans des galeries rectilignes et très étroites, à l'aide de mouvements en « soufflet d'accordéon » aussi bien vers l'avant que l'arrière.
Certaines espèces peuvent présenter une ressemblance avec les vers de terre, due à leur couleur rose, leurs écailles arrangées en anneaux et leur dimension d'environ 10 cm. Ils sont mal connus à cause de leur mode de vie fouisseur et leur rareté.

## Liste des familles
Selon ReptileDB :
- Amphisbaenidae Gray, 1865
- Bipedidae Taylor, 1951
- Blanidae Kearney, 2003
- Cadeidae Vidal & Hedges, 2007
- Rhineuridae Vanzolini, 1951
- Trogonophiidae Gray, 1865

### Publication originale
- Gray, 1844 : Catalogue of Tortoises, Crocodilians, and Amphisbaenians in the Collection of the British Museum. British Museum (Natural History), London, p. 1-80 (texte intégral).